# All-Ireland Senior Football Championship 1920
L'All-Ireland Senior Football Championship 1920 fu l'edizione numero 34 del principale torneo di calcio gaelico irlandese. Tipperary batté in finale Galway ottenendo il quarto trionfo della sua storia. I tornei provinciali si disputarono nel 1920, la fase finale nel 1922.

## All-Ireland Series

### Semifinali
| Navan 26 settembre 1920 | Galway | 3-06 – 1-03 | Cavan |  |

| Dublino 7 maggio 1922 | Tipperary | 1-05 – 1-00 | Kildare | Croke Park |

### Finale
| Dublino 11 giugno 1922 | Tipperary | 1-06 – 1-02 | Galway | Croke Park (17000 spett.) |